# Джон Косміна
Джон Косміна (англ. John Kosmina, нар. 17 серпня 1956, Аделаїда) — австралійський футболіст польського походження, що грав на позиції нападника. По завершенні ігрової кар'єри — тренер.
Виступав, зокрема, за клуби «Арсенал» та «Сідней Сіті», а також національну збірну Австралії.

## Клубна кар'єра
Маючи польське походження Джон став вихованцем клубу «Полонія Аделаїда», заснованому вихідцями з Польщі, в якій провів три сезони.
1977 року в Австралії була створена Національна футбольна ліга, в якій Косміна виступав за клуби «Вест Аделаїд» та «Аделаїда Сіті».
У лютому 1978 року Косміна підписав контракт з лондонським «Арсеналом», ставши першим австралійцем в історії команди, за яку зіграв тільки один раз в чемпіонаті, вийшовши на заміну 19 серпня 1978 року проти «Лідс Юнайтед», а також 3 рази в Кубку УЄФА. У травні 1979 року Джон повернувся в Австралію де протягом 1979—1980 років знову захищав кольори клубу «Вест Аделаїд».
1981 року уклав контракт з клубом «Сідней Сіті», у складі якого провів наступні п'ять років своєї кар'єри гравця. Більшість часу, проведеного у складі «Сідней Сіті», був основним гравцем атакувальної ланки команди і одним з головних бомбардирів команди, маючи середню результативність на рівні 0,59 гола за гру першості. З командою Косміна виграв НФЛ 1981 та 1982 років, а також став найкращим бомбардиром ліги в 1982 році. В свій останній сезон у клубі, 1986 року, Джон виграв з командою Кубок НФЛ.
Надалі протягом 1987—1989 років захищав кольори клубів «Сідней Олімпік» та «АПІА Лейхгардт», а завершив ігрову кар'єру у команді «Сатерленд Шаркс», за яку виступав протягом 1990 року.

## Виступи за збірну
У серпні 1976 року дебютував в офіційних іграх у складі національної збірної Австралії в товариському матчі проти Гонконгу.
У 1988 році Косміна взяв участь в Олімпійських іграх в Сеулі. У турнірі Австралія дійшла до чвертьфіналу, де програла майбутньому переможцю СРСР (0:3), а Джон зіграв в одній грі проти Нігерії (1:0).
Загалом протягом кар'єри у національній команді, яка тривала 13 років, провів у її формі 60 матчів, забивши 25 голів.

## Кар'єра тренера
Після завершення кар'єри футболіста був призначений тренером клубу «Варрінга Долфінс», що виступав у нижчих лігах Нового Південного Уельсу, після чого тренував клуби НФЛ «Ньюкасл Брейкерс» і «Брисбен Страйкерс».
У 2003 році Косміна стає першим головним тренером в новоствореному клубі «Аделаїда Юнайтед» і в першому ж сезоні посів з клубом третє місце в регулярному чемпіонаті і дістався до малого фіналу в якому поступився майбутньому чемпіону «Перт Глорі». У дебютному розіграші А-Ліги 2005/06 «Аделаїда Юнайтед» здобула перемогу в регулярному чемпіонаті з семиочковим відривом, проте в плей-оф знову поступилася в малому фіналі клубу «Сентрал Кост Марінерс» з рахунком 1:0.
У серпні 2006 року Джон був призначений помічником Грема Арнольда в збірній Австралії для участі в Кубку Азії 2007 року.
Регулярний чемпіонат сезону 2006/07 «Аделаїда Юнайтед» закінчила на другому місці, в стадії плей-оф нарешті добралася до фіналу, але поступилися з розгромним рахунком 0:6 «Мельбурн Вікторі». Гра команди у фіналі, критика суддівства Косміною, а також бійка з капітаном «Мельбурн Вікторі» Кевіном Мускатом в жовтневому матчі команд стали приводом для звільнення Джона.
24 жовтня 2007 року після звільнення Бранко Чуліни з «Сіднея» Косміна був призначений новим головним тренером. У першому матчі проти «Сентрал Кост Маринерс» була здобута перемога з рахунком 3:2. Клуб вийшов у плей-оф з третього місця в чемпіонаті, але вибув у першому раунді. У сезоні 2008/09 клуб не зміг пробитися до стадії плей-оф, посівши 5 місце в чемпіонаті і в січні 2009 року керівництво розірвало з ним контракт.
У червні 2010 року Косміна став тренером клубу «Аделаїда Рейдерс», який виступав у Суперлізі Південної Австралії.
У 2011 році, через 35 років, Косміна повертається до свого рідного клубу «Полонія Аделаїда», який змінив свою назву на «Кройдон Кінгс».
18 грудня 2011 року був призначений в. о. головного тренера «Аделаїди Юнайтед», а 22 березня 2012 року був затверджений на посаді головного тренера підписавши контракт на 1 рік. 28 січня 2013 року розірвав контракт з клубом у зв'язку з втратою довіри.
У листопаді 2020 року «Брисбен Страйкерс» оголосив, що Косміна повернеться в клуб, через 17 років після того, як він востаннє тренував команду.

## Титули і досягнення
- Чемпіон Національної футбольної ліги (2): 1981, 1982
- Володар Кубка Національної футбольної ліги (2): 1986

### Індивідуальні
- Найкращий бомбардир Національної футбольної ліги (1): 1982[17]
- Входить до Зали слави Австралійського футболу[en] (з 1999 року)[18]